# غارون العليا

موقع اقليم غارون العليا

غارون العليا (بالفرنسية:Haute-Garonne) هو إقليم فرنسي يقع في جنوب غرب فرنسا، سُمي الإقليم باسم غارون العليا نسبة لنهر غارون، وتعتبر مدينة تولوز هي المدينة الرئيسية في الإقليم. يبلغ عدد سكانه 1,434,367 نسمة وفقًا لتعداد عام 2021. الكثافة السكانية في الإقليم 227.3 نسمة لكل كيلومتر مربع.[بحاجة لمصدر]

## تاريخ الإقليم
يعتبر إقليم غارون العليا واحدًا من بين 83 إقليمًا تتكون منها فرنسا، والتي أنشئت خلال الثورة الفرنسية يوم 4 مارس 1790، أُنشئ الإقليم من جزء من منطقة لانغدوك الفرنسية.

## جغرافية الإقليم

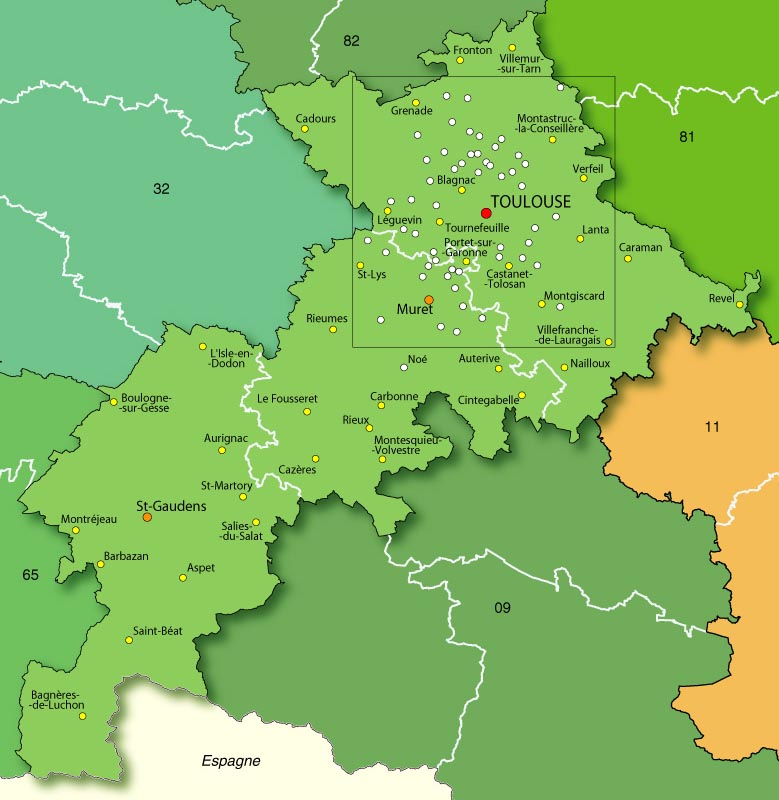
خريطة منطقة غارون العليا مع مدنها وبلداتها الرئيسية

يعتبر إقليم غارون العليا جزءًا من منطقة ميدي بيرينيه ويحيط بها الأقاليم التالية: بايرنيز هاوتس (بالفرنسية:Hautes-Pyrénées)، غيرس (بالفرنسية:Gers)، تارن اتغارون (بالفرنسية:Tarn-et-Garonne)، تارن (بالفرنسية:Tarn)، اود (بالفرنسية:Aude)، اريغ (بالفرنسية:Ariège)، كما أن إقليم غارون يملك حدودا برية في جنوب إسبانيا.
ويعبر أعالي نهر غارون في إقليم غارون (ومن هنا جاء الاسم) مسافة تقرب 200 كيلومتر (125 ميلاً)، ويعتبر إقليم غارون نقطة التقاء بين فرنسا وإسبانيا، عبر بلدة فوس، كما يقع في الإقليم سلسلة جبال بيرينيه وهي سلسله وعره جدا، وأعلى ارتفاع فيها هو قمة بيرديغوز حيث يصل ارتفاعها إلى 3222 مترًا (10571 قدم) فوق مستوى سطح البحر.

## سكان الإقليم
ويطلق على سكان إقليم غارون اسم hut - Garonnais، وتعد مدينة تولوز أكبر تجمع سكاني في الإقليم الذي يعيش فيه أكثر من مليون شخص وفق تعداد في عام 1999. تمثل فئة الشباب نسبة كبيرة من الفئات السنية التي يتكون منها الإقليم حيث تمثل ما نسبته 55 ٪ من السكان تحت سن 40 سنة، و 16 ٪ منهم تتراوح أعمارهم بين 20 و 29، وتعتبر مدينة تولوز مدينة جامعية في جنوب فرنسا.

## الرياضة الشتوية في الإقليم
يمتلك الإقليم أربعة مضامير للتزلج على الجليد:
- بيراغدس: طول المضمار (1600 م-2450 م) مع 55 كلم من المنحدارت.
- لوشن سوبربانغس: طول المضمار (1440 م-2260 م) مع 30 كلم من المنحدارات.
- لي مورتيس: طول المضمار (1380 م-1816 م) مع 22 كلم من المنحدارات.
- بروغ دي أويل: طول المضمار (1350 م-1500 م)

## معرض صور

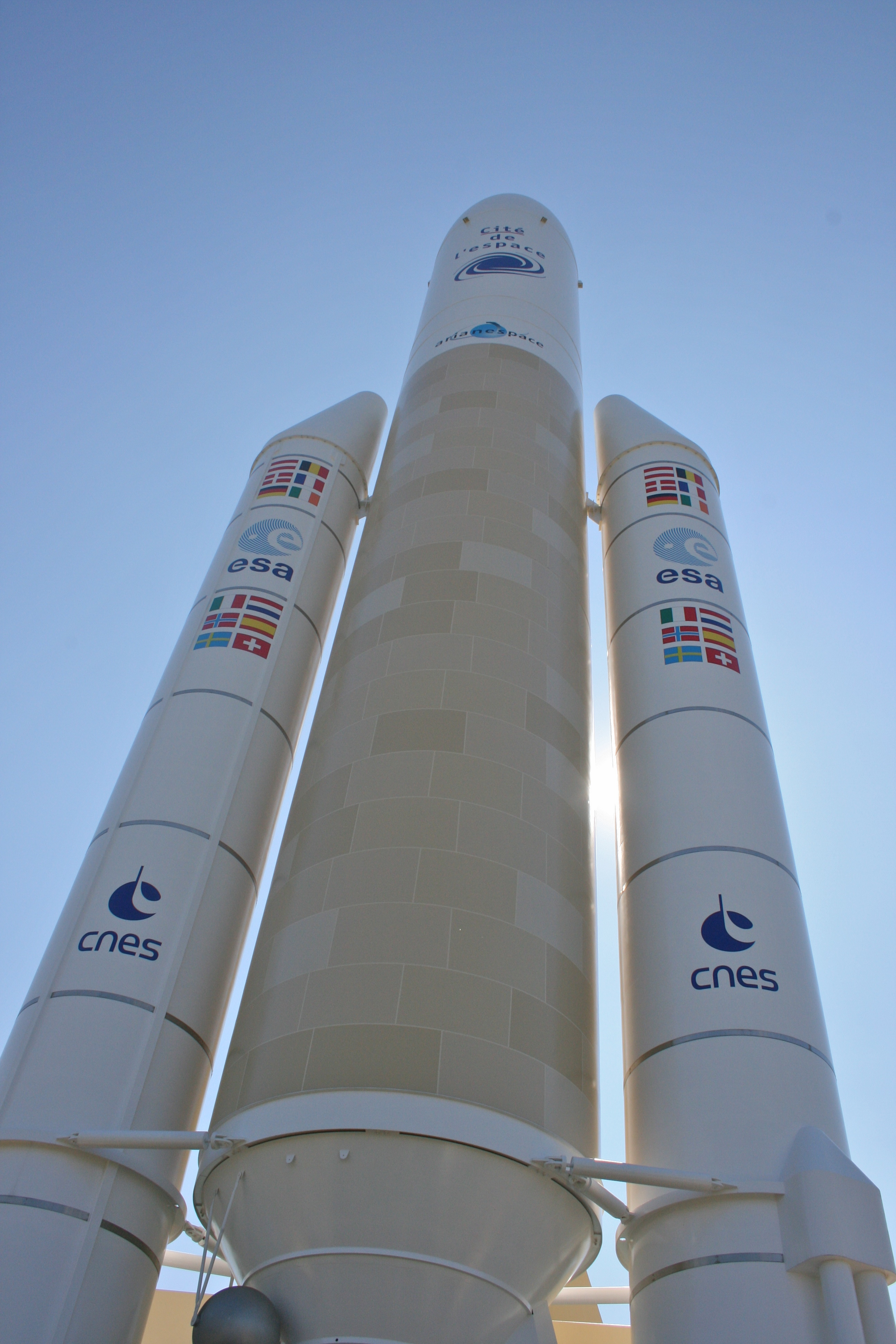
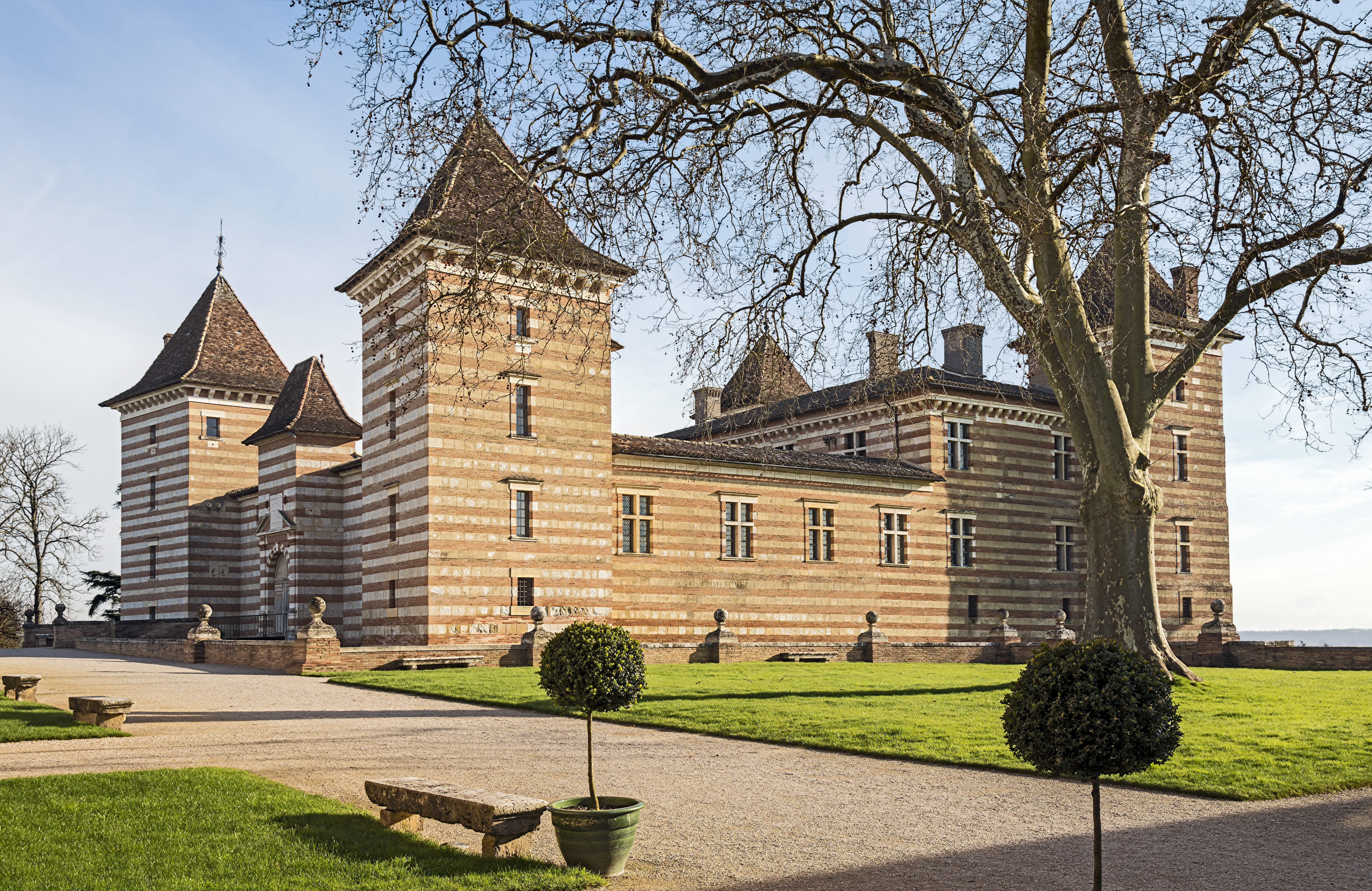
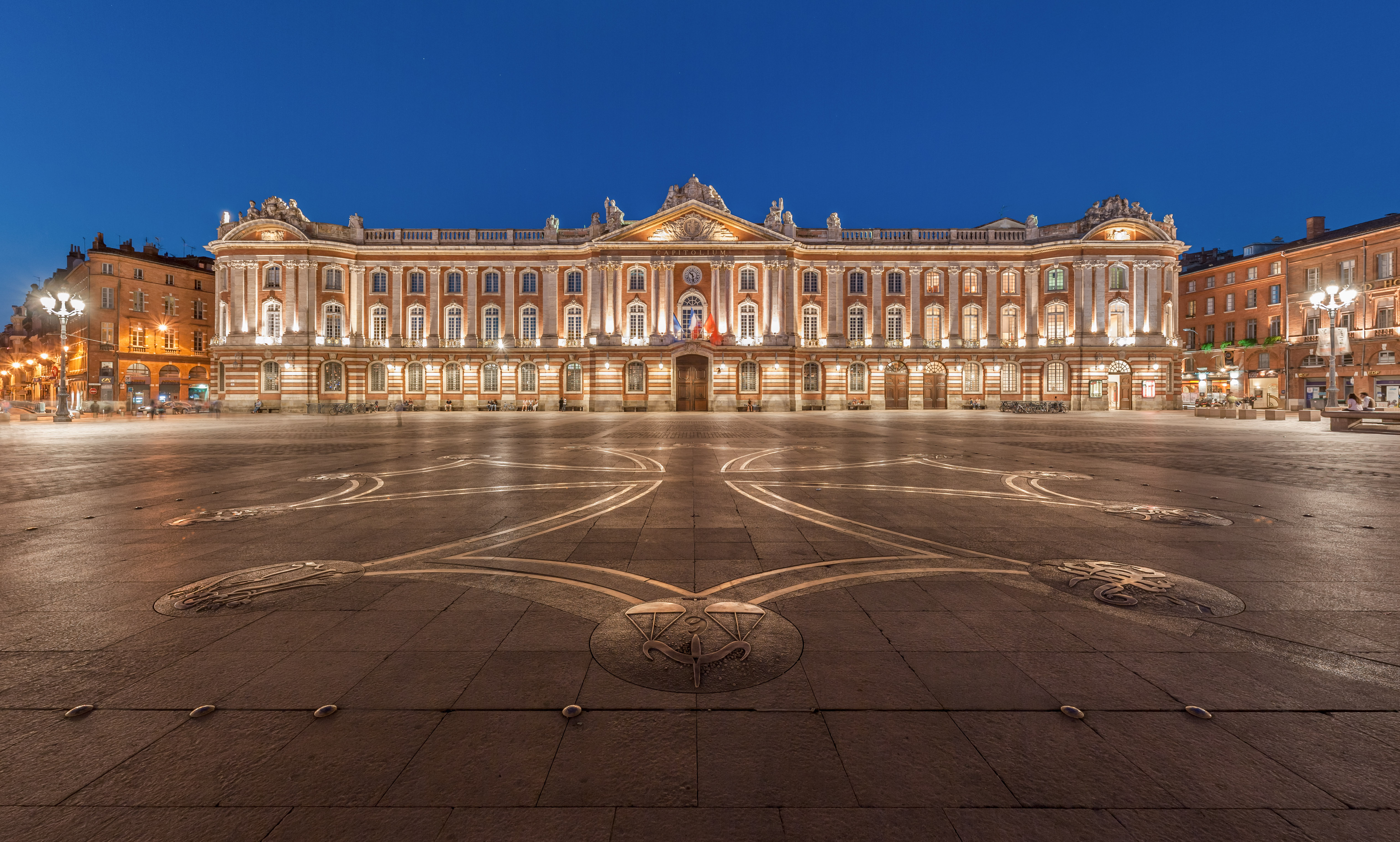
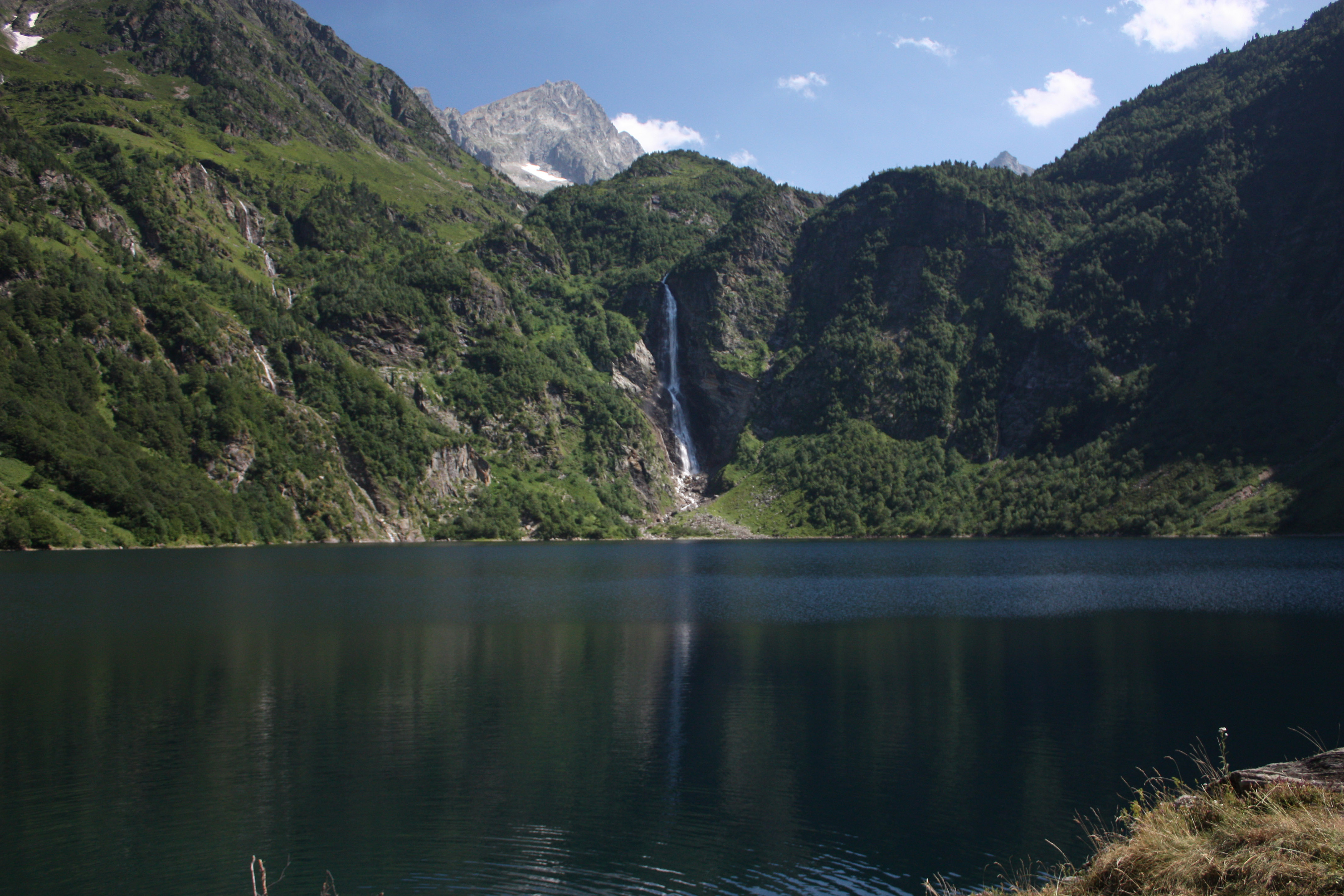
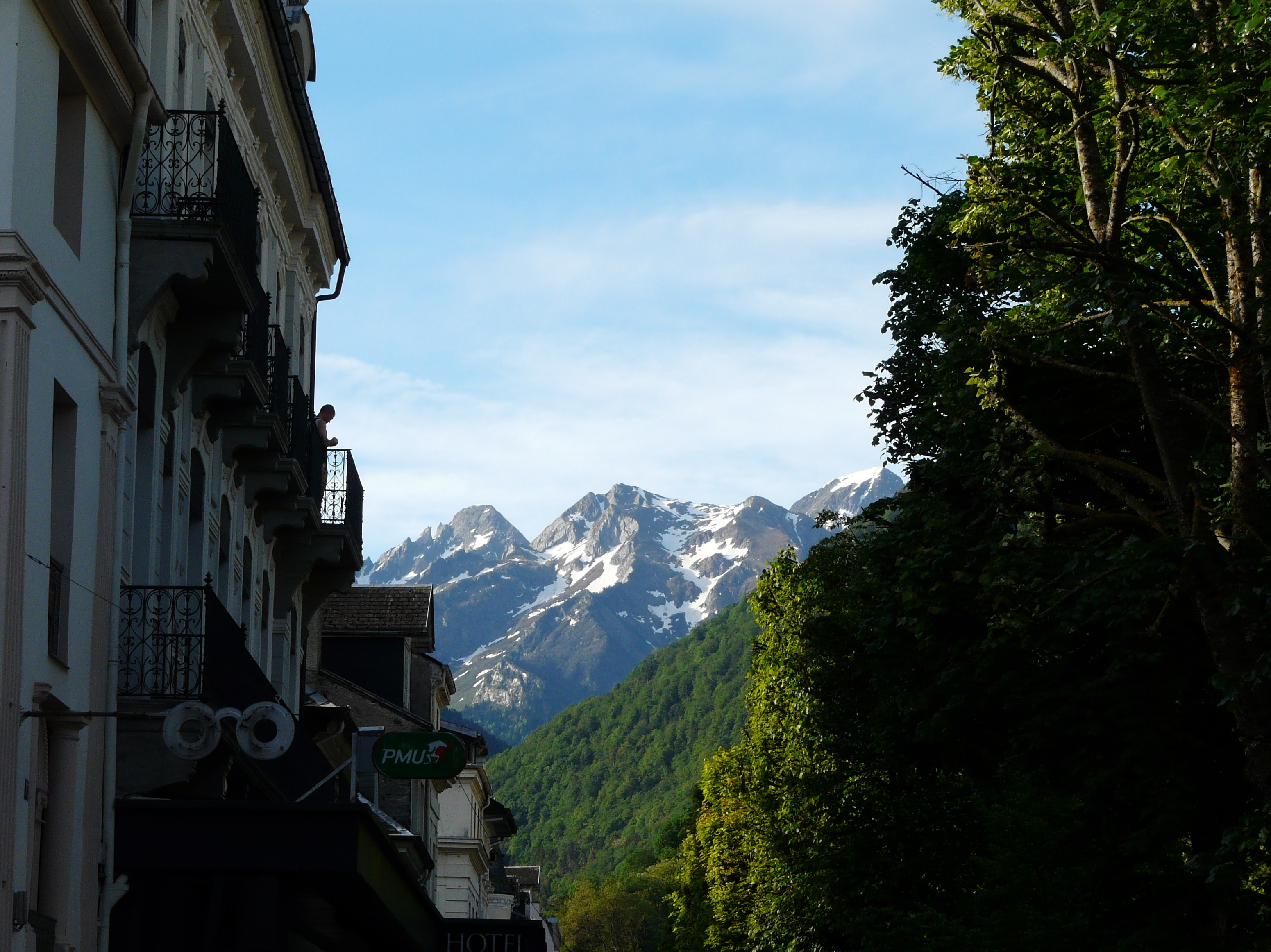